# Muralhas de Nicósia

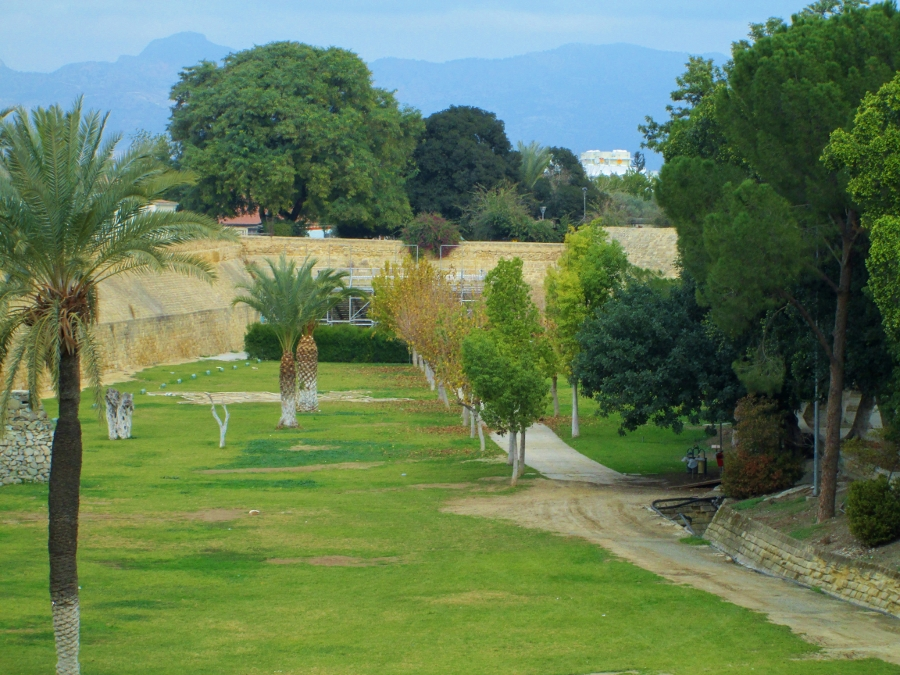
Vista das Paredes de Nicósia

As Muralhas de Nicósia ou Muros Venezianos são uma série de muralhas que cercam a cidade de Nicósia, capital do Chipre. As primeiras muralhas foram construídas na Idade Média, mas totalmente reconstruídas em meados do século XVI pela República de Veneza. As paredes ainda estão em grande parte intactas, sendo uma das fortificações renascentistas mais bem preservadas no Mediterrâneo Oriental. São uma das principais atrações turísticas do país.

## História
A primeira fortificação em Nicósia foi um castelo construído em 1211, durante o período de Lusignan. Uma grande torre chamada Margarita Tower foi construída pelo rei Pedro I em 1368. Pedro II construiu as primeiras fortificações ao redor de toda a cidade, e também demoliu a Margarita Tower.
Chipre tornou-se parte da República de Veneza em 1489. Embora os governadores venezianos tivessem enfatizado a necessidade da cidade ser fortificada, inicialmente nada foi feito para melhorar as fortificações. Isto mudou após o Cerco de Malta em 1565, quando aumentaram os temores da expansão do Império Otomano, e muitos Estados cristãos no Mediterrâneo começaram a reforçar as suas fortificações.
Em 1567, os venezianos decidiram fortificar a cidade, encarregando os engenheiros militares italianos Giulio Savorgnano e Franscesco Barbaro de projetar as novas fortificações. As fortificações medievais, que os engenheiros haviam considerado inadequadas para defender a cidade, foram demolidas para dar lugar a novas paredes. Os venezianos também demoliram várias casas, igrejas e palácios dentro da cidade, bem como edifícios situados além das paredes novas, tanto para a aquisição de materiais de construção quanto para um campo de visão mais desobstruído e favorável à defesa da cidade. Ao mesmo tempo, o Rio Pedieos foi desviado para fora da cidade, com os propósitos de proteger os moradores de inundações e de preencher o fosso que rodeava as paredes novas.
A Quarta Guerra Otomano-veneziana eclodiu quando as fortificações ainda estavam incompletas. Os otomanos, liderados por Piale Paxá, invadiram o Chipre em 1 de julho de 1570, e começaram o Cerco de Nicósia em 22 de julho. A cidade estendeu suas construções até 9 de setembro, quando os otomanos violaram a parede no Podocattaro Bastion. Os otomanos, em seguida, mataram os defensores e capturaram os habitantes restantes.
Após o fim do cerco, Lala Kara Mustafa Paşa deixou uma guarnição de 4 000 soldados e 1 000 homens de cavalaria na cidade. A cidade então passou por um declínio contínuo. Embora os otomanos tenham reparado as fortificações após o cerco, no início do século XVII  foram "violados ou deteriorados", e a cidade ficou praticamente sem defesa.
Nicósia finalmente começou a experimentar um avivamento em meados do século XIX. A cidade ainda estava confinada dentro das paredes quando os britânicos ocuparam Chipre, em 1878. Uma abertura foi feita perto do Portão Paphos em 1879, para facilitar o acesso à área circundante. Outras aberturas foram feitas dentro das muralhas durante o século XX.

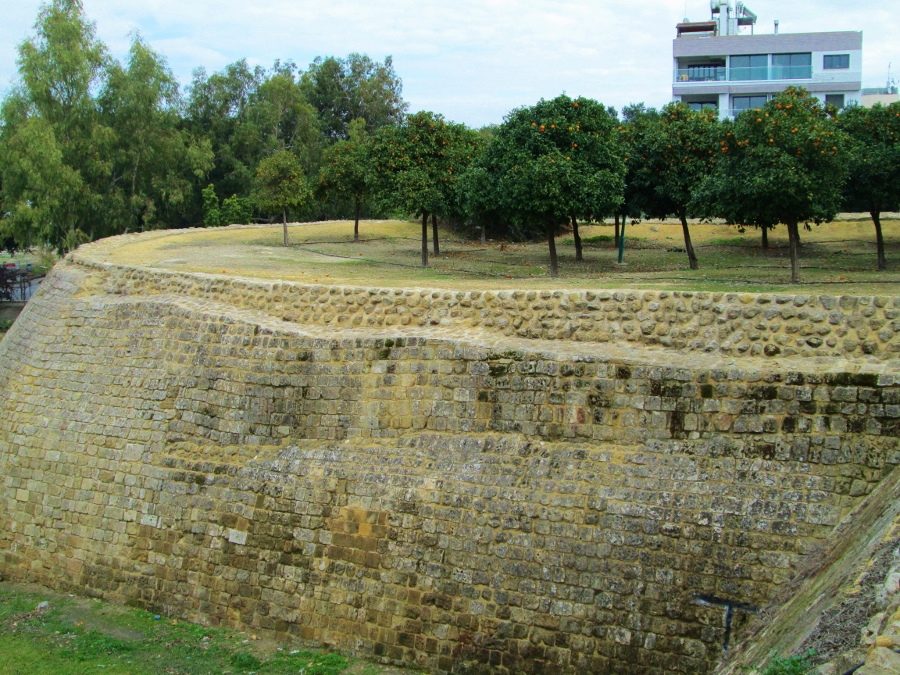
Vista de parte dos Muros Vênetos e dos jardins nas proximidades.
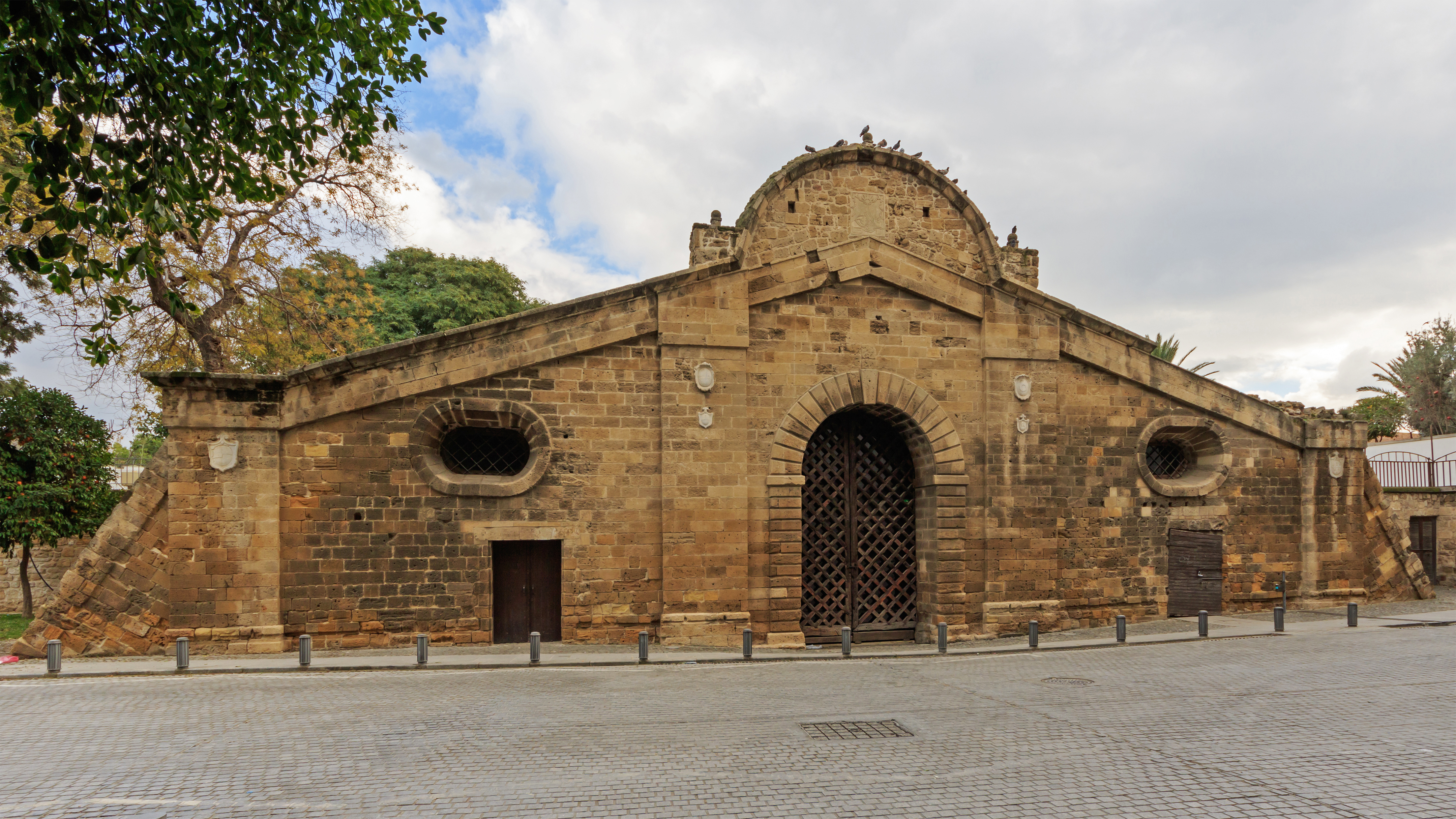
Porta de Famagusta.
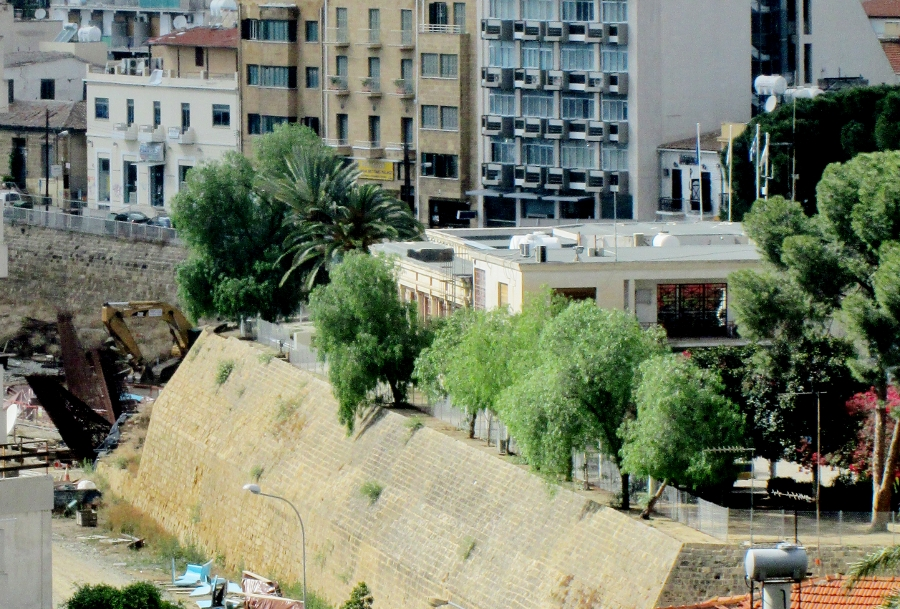
Paredes de Nicósia vistas a partir da Praça da Liberdade.
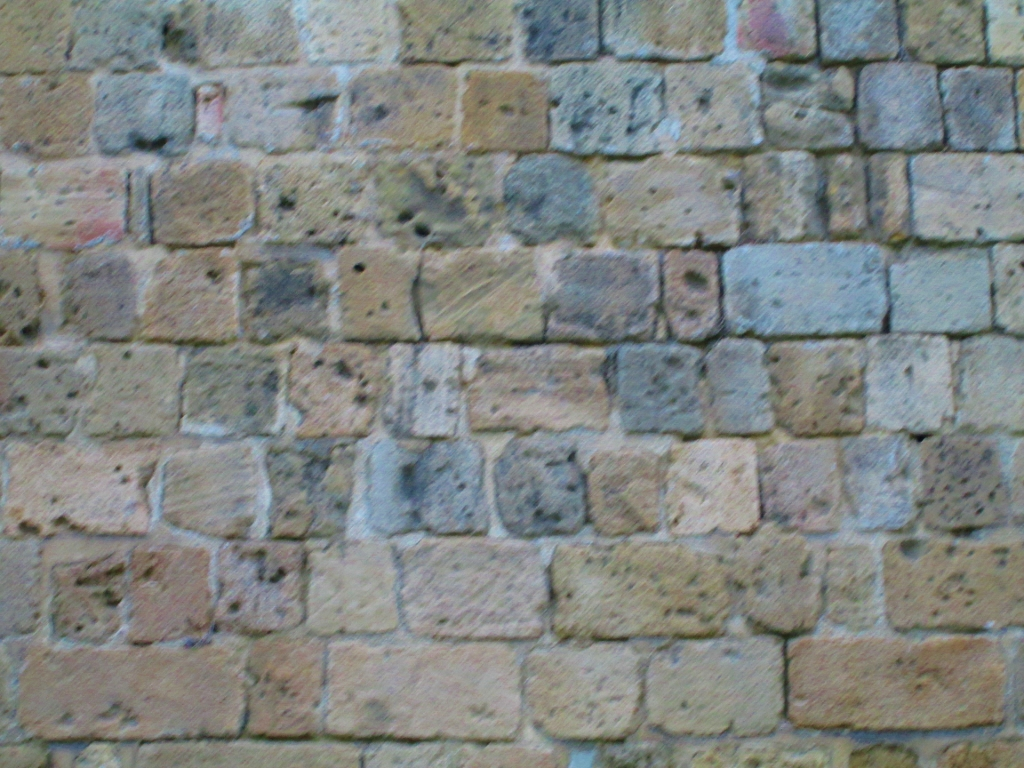
Muros Vênetos Históricos da República de Chipre.